# 伊萬尼夫卡 (沃洛奇斯克市鎮)
49°42′3″N 26°27′53″E / 49.70083°N 26.46472°E
伊萬尼夫卡（烏克蘭語：Іванівка）是位於烏克蘭西部的村莊，由赫梅利尼茨基州裡赫梅利尼茨基區的沃洛奇斯克市鎮負責管轄。該村始建於1780年，面積0.73平方公里，海拔高度308米，2001年人口288，人口密度每平方公里394.5人。